# Homalozous
Els homalozous (Homalozoa, del grec homalós, "pla" i zoon, "animal") o carpoïdeus (Carpoidea) són un subfílum extint d'equinoderms que van viure entre el Cambrià mitjà i el Carbonífer superior. Es coneixen 12 famílies i 60 gèneres.

## Característiques
A diferència de la majoria d'equinoderms, els homalozous no tenen de simetria pentarradial i són asimètrics o bilaterals. El cos, recobert de plaques de calcita i probablement flexible, tenia dues regions: la teca, ampla i deprimida, i l'aulacòfor, una espècie de braç o apèndix terminal.
La teca sovint estava formada per un marge de plaques grans i allargades que envoltava una àrea central composta per nombroses plaques més petites.
L'apèndix terminal, denominat aulacòfor, també estava recobert de plaques; els ctenocistoïdeus no en tenien. Es desconeix per a què era utilitzat; s'ha especulat que podria ser una tija que fixava a l'animal al substrat (com en els crinoïdeus), que podria se usat en l'obtenció d'aliment, o fins i tot que seria una cua usada per a nedar (com en els primitius cordats).

## Relacions filogenètiques
A causa de les diferents interpretacions de la seva anatomia existeix una gran controvèrsia sobre el seu parentiu. La posició més generalitzada és considerar-los un grup basal d'equinoderms. Això no obstant, Jefferies (1986) argumenta que alguns homalozous (en particular els Mitrata) foren els ancestres dels cordats; al grup presumptament relacionat amb els cordats els va denominar Calcichordata, els quals haurien canviat les plaques típiques de carbonat de calci dels homalozous per les d'apatita dels cordats. Des d'aquesta perspectiva, és comú que el terme clacicordats sigui usat coma sinònim d'homalozous.

## Taxonomia
Els homalozous inclouen quatre classes:
- Classe Stylophora †
- Classe Soluta (= Homoiostelea) †
- Classe Cincta (= Homostelea) †
- Classe Ctenocystoidea †